# Thorr's Hammer
Thorr's Hammer a fost o trupă americano-norvegiană de death/doom.

## Istoric
Thorr's Hammer a fost înființată în Ballard, Washington, de Greg Anderson și Stephen O'Malley, în iarna anului 1994-1995. Curând după aceea, Runhild Gammelsæter, pe atunci o norvegiană de 17 ani participantă la un program de schimb de elevi, s-a alăturat ca solist vocal și textier. Trupa a căpătat componența finală după cooptarea lui Jamie Sykes și James Hale. Thorr's Hammer au activat doar 6 săptămâni, timp în care au participat la două concerte și au înregistrat un demo și un EP intitulat Dommedagsnatt. Trupa s-a destrămat după ce Runhild s-a întors la Oslo. Foștii membri ai Thorr's Hammer au format o nouă trupă, Burning Witch, iar Runhild și James Plotkin, fost component al Khanate, au înființat formația Khlyst.
Thorr's Hammer s-au reunit în 2009 pentru a cânta la Festivalul Supersonic de la Birmingham, și din nou în 2010, pentru Festivalul Roadburn de la Tilburg. Într-un interviu pentru revista Rock-A-Rolla, Runhild Gammelsæter spunea că trupa „ar mai putea compune muzică” în viitor.

## Componență
- Runhild Gammelsæter (sau Ozma) - solistă și textier;
- Greg Anderson - chitară;
- Stephen O'Malley - chitară;
- James Hale - chitară bas (înlocuit cu Guy Pinhas la concertele de reuniune din 2009 și 2010);
- Jamie Sykes - baterie;

## Discografie
- Sannhet i Blodet (Demo 1995)
- Dommedagsnatt (Casetă 1996, CD 1998, CD Reissue 2004, Disc 2004)